# Alfonso Ollearo
Alfonso Ollearo (San Salvatore Monferrato, 16 dicembre 1885 – Alessandria, 28 novembre 1957) è stato un generale italiano.
Ufficiale d'artiglieria pluridecorato del Regio Esercito, prese parte alla conquista della Libia, alla prima e alla seconda guerra mondiale e alla guerra d'Etiopia. Dopo l'armistizio dell'8 settembre 1943 aderì alla Repubblica Sociale Italiana ricoprendo il ruolo di Sottosegretario di stato all'Esercito.

## Biografia
Nacque a San Salvatore Monferrato, provincia di Alessandria il 16 dicembre 1885, figlio di Giovanni e Carolina Coggiola. Si dedicò alla carriera militare per tradizione di famiglia, prendendo parte alla conquista della Libia combattendo con il grado di tenente, in forza al 26º Reggimento artiglieria da campagna, distinguendosi in due distinti combattimenti avvenuti nel corso del 1913, tanto da essere decorato con una Medaglia d'argento al valor militare.
A partire dal 24 maggio 1915 prese parte alla prima guerra mondiale, dove venne decorato con una seconda Medaglia d'argento al valor militare nel 1918 a Ridotta Tolmezzo, operando in seno al 1º Raggruppamento Artiglieria da montagna speciale.
Promosso colonnello nel 1934 assunse il comando del 5º Reggimento d'artiglieria, partecipando poi alla guerra d'Etiopia come colonnello di Stato maggiore, del comando Colonna operante  "Agostini", e durante il conflitto ottenne una Medaglia di bronzo al valor militare per il comportamento tenuto a Pian di Gregorio tra il 22 e 23 gennaio 1936. Fu promosso generale di brigata il 1 gennaio 1937, e nello stesso anno prese servizio presso il Ministero delle colonie. Il 31 luglio 1939 venne insignito della Croce di Cavaliere dell'Ordine militare di Savoia.
All'atto dell'entrata in guerra del Regno d'Italia, il 10 giugno 1940, assunse il comando della 2ª Divisione fanteria "Sforzesca", inquadrata nel IV Corpo d'armata (gen. Camillo Mercalli) operante in seno alla 4ª Armata del generale Alfredo Guzzoni. La divisione ricevette il difficile compito di attaccare il 21 giugno i forti Janus e Gondran posti sulla strada per Briançon dopo la proclamazione dell'armistizio con la Francia, la divisione partì per il fronte greco-albanese nel gennaio del 1941, andando a costituire con altre unità il XXV Corpo d'armata del generale Rossi, schierato in posizione di riserva nel settore sud del fronte intorno alla zona di Tepeleni.  Il 13 febbraio 1941 l'esercito greco attaccò violentemente, per nove giorni consecutivi, tutto il fronte tra il Trebescines, lo Scindeli e il Golico. I sanguinosi scontri vennero caratterizzati da continui capovolgimenti di fronte per la conquista di pochi metri di terreno, ma gli attaccanti non riuscirono ad andare oltre Quota 1.178 del versante occidentale dello Scindeli. Solo l'arrivo al fronte, su ordine diretto del Capo di Stato Maggiore Generale Ugo Cavallero, della 3ª Divisione alpina "Julia" impedì la definitiva rottura del fronte. Al termine delle operazioni belliche in Albania, nel luglio 1941 la "Sforzesca" venne fatta rientrare a Novara.
Per i meriti conseguiti sul fronte albanese il 15 novembre dello stesso anno fu insignito del titolo di Ufficiale dell'Ordine militare di Savoia.
Assegnato al Ministero della guerra quale direttore del personale sottufficiali e truppa sino al mese di agosto 1942.  Il 29 ottobre dello stesso anno fu promosso al grado di generale di corpo d'armata, e assunse dal 16 agosto il comando del XXII Corpo d'armata che aveva Quartier generale ad Hyères, nei pressi della città di Tolone, inquadrato nella 4ª Armata del generale Mario Vercellino. All'atto dell'armistizio dell'8 settembre 1943 la 4ª Armata si trovava in fase di rientro in Italia, con i due Corpi d'armata costieri (il I e il XV) posizionati nel cuneense. La Grande Unità si disintegrò rapidamente, e molti soldati ed ufficiali aderirono alla formazioni partigiane.
Egli fu tra i trecento ufficiali generali che aderirono alla neocostituita Repubblica Sociale Italiana.
Dal 31 dicembre 1943 al 25 giugno 1944 ricoprì l'incarico di Sottosegretario all'Esercito Nazionale Repubblicano, organizzandone la sede a Roma, con il Capo di gabinetto colonnello Vittorio Nebbia. Alla fine del 1943 la sede del Sottosegretariato venne trasferita dalla capitale ad Asolo (Treviso). Dopo la fine della guerra fu sottoposto a procedimento di epurazione. Si spense ad Alessandria il 28 novembre 1957.

### Annotazioni
1. ↑  Il dominante Forte dello Chaberton italiano (3.136 m), equipaggiato con carte dello Stato maggiore non aggiornate sui forti francesi in attività, riuscì a colpire nelle tre ore di tiro incrociato tra le nebbia soltanto il forte Janus, venendo a sua volta quasi distrutto dal tiro del forte Gondran.
2. ↑  Formata dal 53º e 54º Reggimento di fanteria e dal 17º Reggimento di artiglieria contraerea.
3. ↑  Si trattava del Gruppo Alpini "Signorini" e del Raggruppamento CC.NN. "Galbiati".
4. ↑  Tale vetta venne persa e riconquistata per ben tre volte, e il 15 febbraio il 53º Reggimento fanteria "Umbria" vi perse oltre 700 uomini tra morti e feriti.

### Fonti
1. ↑  Del Boca 2011, p. 235.
2. 1 2  Gazzetta Ufficiale del Regno d'Italia n.12 del 16 gennaio 1939.
3. 1 2  Pettibone 2010, p. 104.
4. ↑  Vittorio Luoni, Cavalieri del fango. Racconti di guerra in Francia, Albania e Russia 1940-1943, Parma, Ermanno Albertelli Editore, 1999.
5. 1 2 3  Schreiber 1990, p. 133.
6. 1 2 3  Pettibone 2010, p. 45.
7. 1 2  Murgia 1975, p. 150.
8. 1 2  Sito web del Quirinale: dettaglio decorato.
9. ↑  Gazzetta Ufficiale del Regno d'Italia n.122 del 27 maggio 1936.
10. ↑  Gazzetta Ufficiale del Regno d'Italia n.295 del 14 dicembre 1942.
11. ↑  Gazzetta Ufficiale del Regno d'Italia n.284 del 5 dicembre 1940.
12. ↑  Gazzetta Ufficiale del Regno d'Italia n.144, 21 giugno 1935, pag.3078.